# Robinho
Robson De Souza, plus communément connu sous le pseudonyme de Robinho, né le 25 janvier 1984 à São Vicente (Brésil), est un footballeur international brésilien, qui a évolué au poste d'attaquant jusqu’en 2020.
Robinho est considéré parmi les meilleurs attaquants brésiliens des années 2000. Alors qu'il est au Real Madrid, il est un des grands artisans des deux titres  de Championnat d'Espagne en 2007 et 2008, ainsi que la Supercoupe d'Espagne en 2008.
Avec l'équipe du Brésil, Robinho remporte la Coupe des confédérations en 2005 et 2009, ainsi que la Copa América en 2007 où il finit meilleur joueur et buteur. Il participe à deux Coupes du monde en 2006 et 2010.

## Biographie

### Carrière

#### Ses débuts au Brésil (2002-2005)
Robinho débute au football en salle à São Vicente, dans l'État de São Paulo. Il est dans un premier temps inscrit au club de Beira-Mar avant de rejoindre le club du Portuario. Là, il attire rapidement l'attention des recruteurs du Santos FC et du président Marcelo Teixeira qui décide de le prendre en charge.
À 18 ans, ses gestes techniques, ses ouvertures millimétrées pour son coéquipier Diego et ses buts décisifs permettent à Santos de renouer avec son glorieux passé et de remporter le championnat de l'État en 2002, puis en 2004. Dribbleur surdoué doté d’une mobilité et d’une très grande capacité d’accélération, il est, très vite, présenté comme le nouveau Pelé.
Carlos Alberto Parreira dit de lui : « C'est un joyau rare, même dans le football brésilien ».
Le 5 novembre 2005, au lendemain de l'annonce par les médias espagnols et brésiliens d'un intérêt du Real Madrid pour recruter Robinho, sa mère Marina Lima de Souza est enlevée puis séquestrée. Elle est finalement relâchée le 18 décembre dans le quartier pauvre de Perús (São Paulo) après le paiement d'une rançon et 41 jours de captivité. Pendant cette période, Robinho est autorisé par son club à ne plus jouer. Malgré cette difficile épreuve, Robinho reste performant. Ainsi, le 13 février 2005, son club Santos bat sévèrement les Corinthians et leur star argentine Carlos Tévez, 0-3 dont deux buts de Robinho.

#### Départ vers le Real Madrid (2005-2008)
À l'intersaison, il rejoint le Real Madrid. Il est décisif dès son premier match avec le Real. Le lendemain, les quotidiens madrilènes titrent : « Et Dieu créa Robinho ». Il s'adapte ensuite progressivement au football européen. Ses performances en demi-teinte lui valent cependant des critiques.
Lors de la saison 2006-2007, il participe activement à la conquête du championnat. Il dit : « J'ai toujours la même joie et envie de jouer. À l'entraînement, comme dans la vie de tous les jours, le football c'est du bonheur à l'état pur ». Le journal espagnol Marca le présente comme le dernier héritier du Roi Pelé, juste derrière Ronaldinho qui vient de gagner la Ligue des Champions.

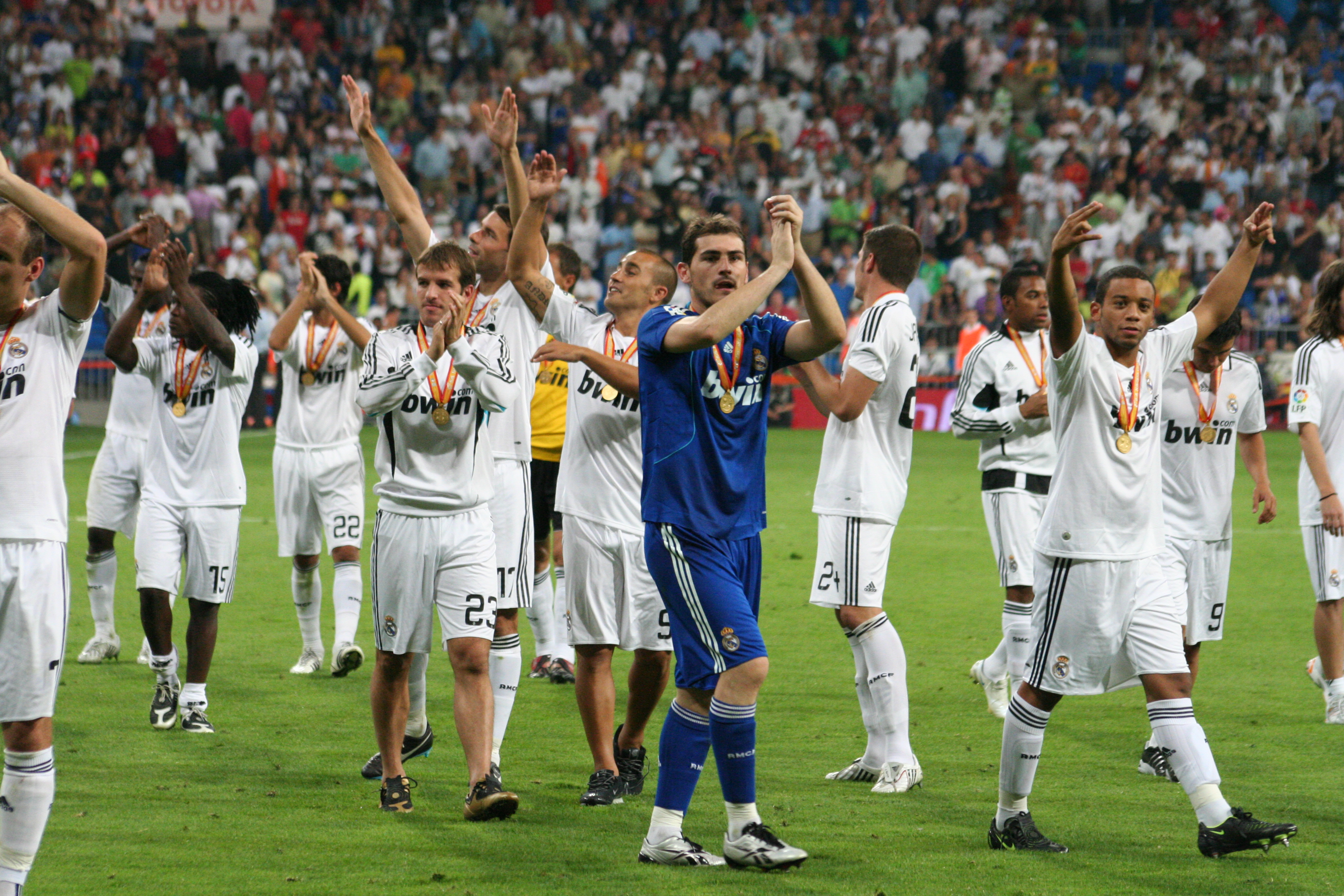
Robinho et le Real Madrid célébrant la victoire de la Supercoupe d'Espagne en 2008 contre Valence.

La nouvelle saison commence et Robinho se fait discret. Appelé en équipe nationale, il fait un bon match faisant quelques gestes techniques. Le match se termine avec un score large (5-0) en faveur du Brésil. Robinho et ses compatriotes fêtent un peu trop cette victoire ce qui lui vaut d'être en retard pour son retour à la capitale espagnole. 100 000 euros d'amendes sont à payer pour le prodige brésilien qui doit se relever au plus vite. Cela arrive quatre jours plus tard, lors d'un match de Ligue des champions, Robinho réalise une très belle prestation et tout le public madrilène chante son nom. Les prestations de haut niveau continuent pour le prince, ses buts et ses passes décisives sont tellement nombreux qu'il est en train de constituer avec la paire d'attaque Raúl González-Ruud van Nistelrooy le trio le plus prolifique et le plus redouté d'Europe. À cause d'une blessure, il rate la suite de ligue des champions dans laquelle le Real Madrid sera éliminé. À son retour de blessure, il se voit poussé sur le banc par Arjen Robben. Il ne joue plus aussi souvent qu'avant, ce qui lui vaut des critiques.

#### Découverte de l'Angleterre (2008-2010)

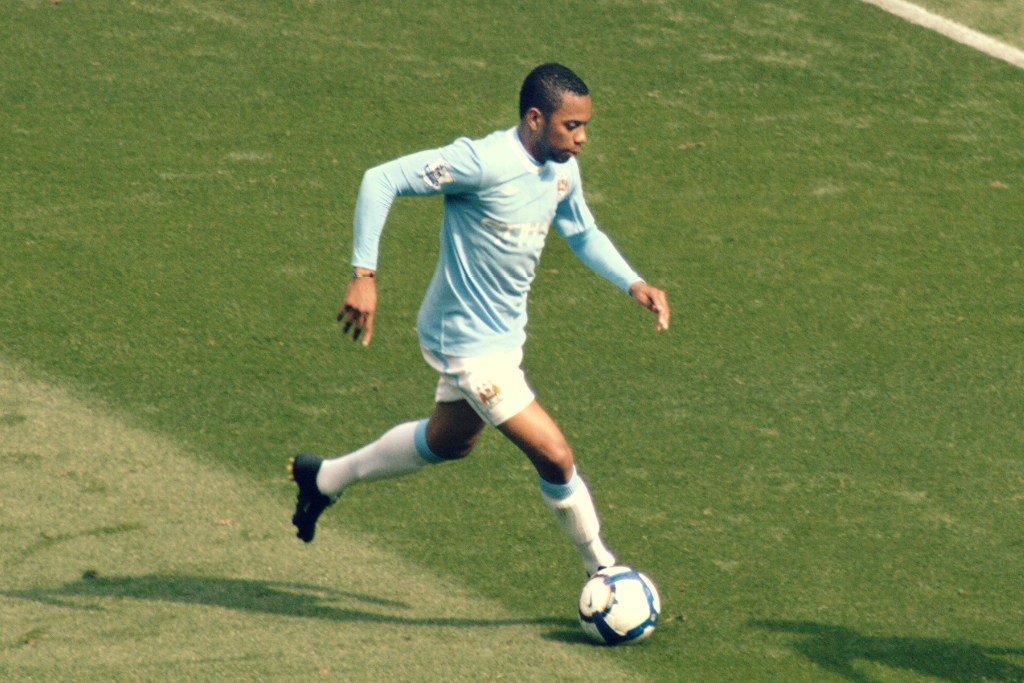
Robinho sous le maillot de Manchester City en 2009

Lors de l'été 2008, alors qu'il annonce haut et fort qu'il souhaite rejoindre Chelsea, il signe à la surprise générale à Manchester City lors du dernier jour du mercato, pour un transfert évalué à 42 millions d'euros. Robinho augmente sensiblement son salaire durant ce transfert : 6 millions d'euros annuels à Manchester City, contre 1,7 million au Real.

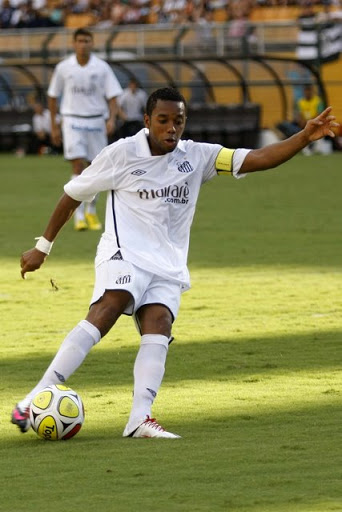
Robinho prêté par le Manchester City au Santos en 2010.

Pour son premier match en Premier League, il marque son premier but sur coup franc contre Chelsea. Deux journées plus tard, il marque un but contre Portsmouth. Robinho marque son premier triplé en Premier League contre Stoke City un mois après. Ces débuts en championnat sont pour le moins convaincants, mais plus la saison avance, plus les 42 millions d'euros dépensés pour Robinho sont jugés abusifs au vu de ses prestations. Il termine finalement pour sa première saison meilleur buteur du club et quatrième meilleur buteur de la Premier League, avec 14 buts en 31 matchs.
Sa deuxième saison commence mal, il fait preuve de mauvaises prestations et ne marque plus aucun but. Avec l'arrivée du technicien Roberto Mancini, Robinho n'entre plus dans les plans de son nouvel entraîneur, et il se fait une place de remplaçant. Il ne marque aucun but en 10 matchs de championnat à la mi-saison 2009-2010. Il ne marque qu'un seul but en coupe contre Scunthorpe.

#### Un petit retour aux sources (2010)
Le 28 janvier 2010, son club, Manchester City, publie un communiqué parlant du départ de Robinho en faveur de Santos sous forme de prêt. Robinho fait ensuite savoir qu'il envisage de rester à Santos si le club brésilien parvient à un nouvel accord de prêt avec Manchester City. Le prêt de l'international brésilien se termine fin juillet.
Finalement, Le Prince revient lors de l'été à Manchester City pour s'entraîner avec l'équipe avant de partir pour l'AC Milan.

#### Cap vers l'AC Milan (2010-2014)
Le 31 août 2010, Robinho s'engage pour quatre ans à l'AC Milan où il retrouve ses compatriotes Ronaldinho, Alexandre Pato et Thiago Silva mais aussi le Suédois Zlatan Ibrahimović, fraîchement arrivé du FC Barcelone. L'indemnité de transfert s'élève à 18 millions d'euros. Le phénomène brésilien porte le numéro 70 sous les couleurs du club lombard.
Il marque son premier but contre le Chievo Verone sur une très belle passe de Ronaldinho le 16 octobre 2010. Le 19 octobre 2010, il se fait huer par le public
madrilène contrairement à Clarence Seedorf qui se fait acclamer par celui-ci. Après des débuts pour le moins compliqués, Robinho commence à être plus influent dans le jeu milanais mais il est toujours inconstant. Robinho monte en puissance petit à petit notamment en marquant plusieurs buts en Série A. Il pousse même son compatriote Ronaldinho sur le banc.
Il marque son premier doublé contre le club de Parme. Malgré des soucis de finition récurrents lors de la saison, il termine tout de même l'exercice avec 14 buts à son compteur, soit autant que ses coéquipiers Zlatan Ibrahimović et Alexandre Pato. Délaissant quelque peu son attitude et sa réputation de dribbleur fantasque, il s'adapte parfaitement à la rigueur tactique nécessaire dans le championnat italien (notamment dans le replacement défensif), suscitant l'étonnement et les éloges de nombreux supporters milanais assez dubitatifs lors de son arrivée. Il est l'un des principaux artisans du sacre de l'AC Milan lors de cette saison 2010-2011.

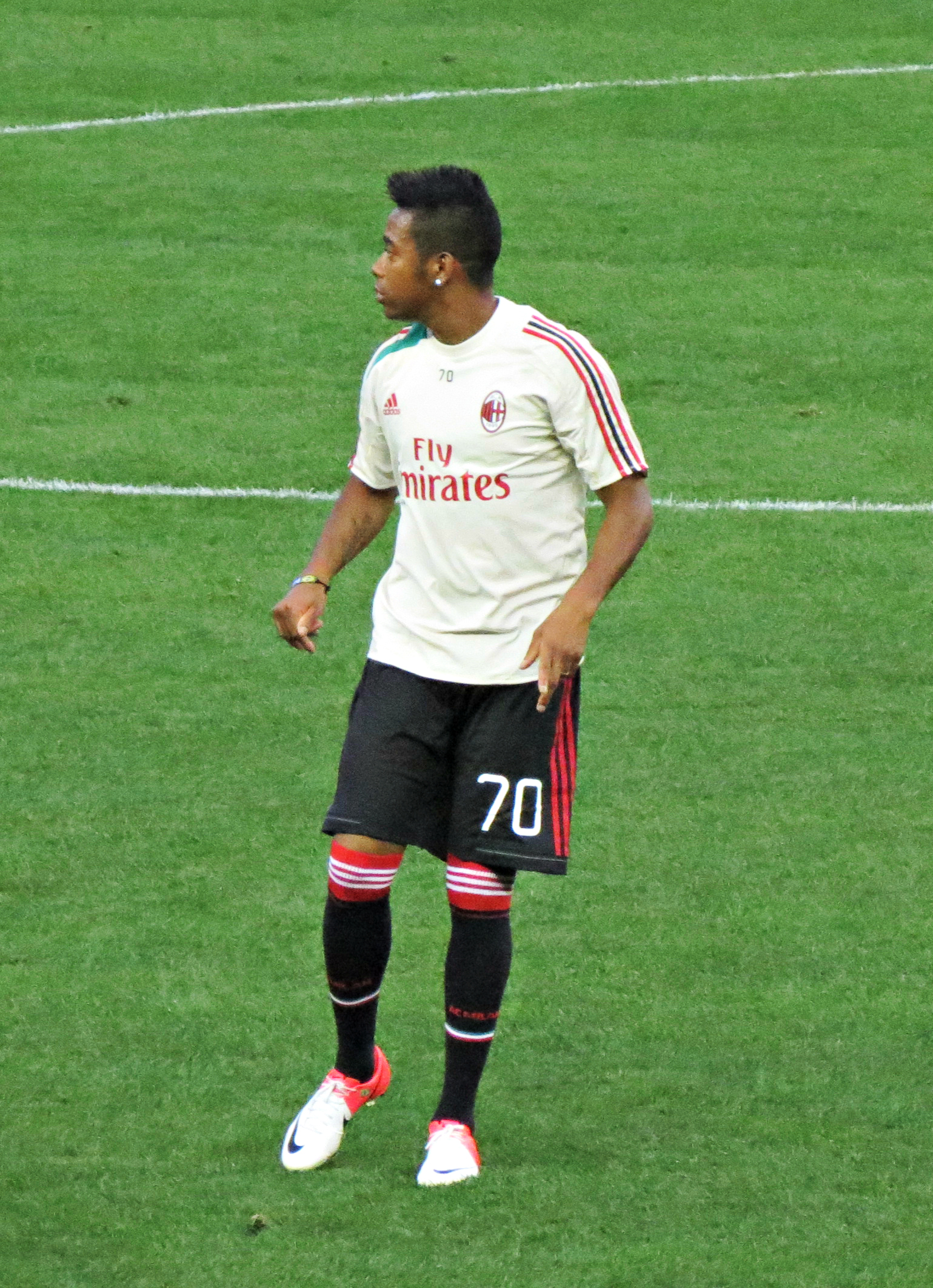
Robinho avec l'AC Milan en 2012

Le 6 août 2011, il remporte la Supercoupe d'Italie à Pékin face à l'Inter Milan.
Le 15 octobre 2011, contre Palerme, il inscrit le second but des Milanais. Après des débuts poussifs lors de cette saison 2011-2012, marqués par des blessures en début de saison et des problèmes dans la finition, il retrouve sa forme et inscrit un doublé lors du huitième de finale aller de Ligue des champions contre Arsenal. Il continue pendant quelque temps ces bonnes performances, notamment en quart de finale de la Ligue des champions contre le FC Barcelone en livrant une bonne prestation. Avec également un match contre la Juventus marqué par de nombreux dribbles, actions et bonnes passes en championnat.
Mais Robinho retombe vite dans l'ombre et sort peu à peu des plans de son entraîneur. Il n'est même plus sélectionné lors des dernières journées du championnat et plusieurs médias parlent d'un retour au pays pour le Brésilien. Finalement, il revient pour l'avant-dernière journée du championnat et marque un but de la tête en fin de match. Sa saison est jugée moyenne et moins bonne que sa première passée sous le maillot lombard. Il ne marque que 6 buts en 28 matchs en championnat. Cette saison est au contraire marquée par la très bonne saison de son coéquipier Zlatan Ibrahimović, l'homme au 29 buts en championnat. L'AC Milan termine deuxième en championnat derrière la Juventus et plusieurs joueurs milanais partent durant le mercato, dont : Zlatan Ibrahimović et Thiago Silva au PSG pour 65 millions d'euros, Gennaro Gattuso à Sion, Filippo Inzaghi libre, et tant d'autres. Le Milan annonce sa nouvelle génération et Robinho en fait partie malgré de nombreuses rumeurs concernant un probable départ qu'il nie à plusieurs reprises.
Après les nombreux départs au Milan AC, Robinho est un des seuls joueurs à être resté au club. À la suite du départ de Zlatan Ibrahimović, Robinho déclare être plus libre en attaque. Il pense que le jeu du Milan sera aussi plus fluide. Ces déclarations sont vite confirmées, puisqu'en match de préparation Robinho donne de très bonnes prestations et marque quelques buts, donnant également beaucoup de passes décisives. En parallèle, plusieurs rumeurs annonce le retour de Kaká à Milan. Robinho annonce qu'il serait ravi d'évoluer avec son compatriote sous le maillot du Milan AC. Le 9 août, lors d'un match opposant le Real Madrid au Milan AC, Robinho se distingue encore en marquant un but et donne une bonne prestation malgré la défaite de son équipe 5-1. Il sera d'ailleurs jugé comme le meilleur joueur milanais sur le terrain.

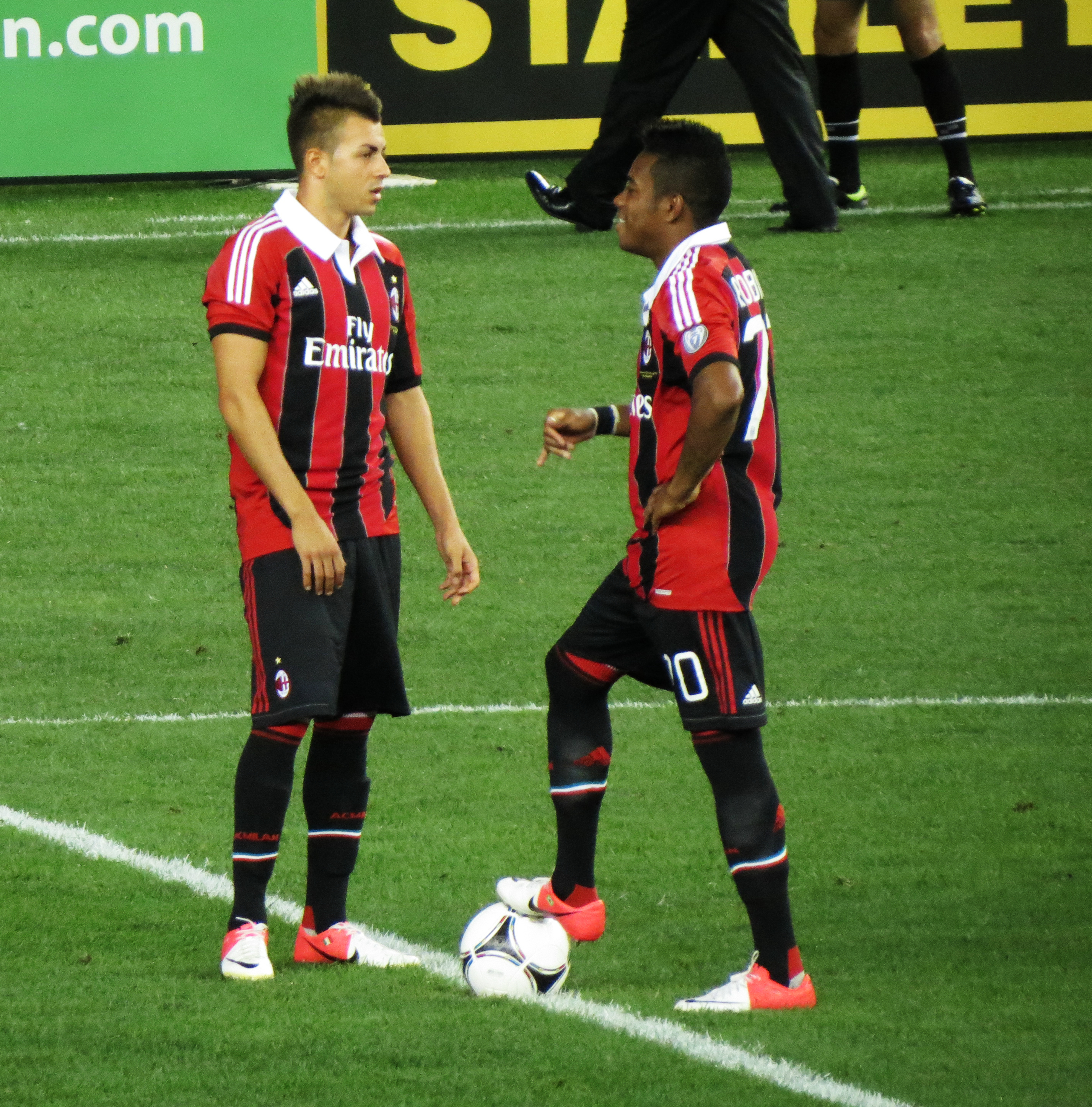
Robinho et Stephan El Shaarawy avec l'AC Milan en 2012.

Le 18 août, il abandonne son numéro 70 pour prendre le maillot numéro 7 laissé libre par Alexandre Pato. Le 19 août, lors d'un match opposant l'AC Milan à la Juventus, Robinho se distingue encore en marquant un doublé et confirme qu'il est bien l'homme de la saison du côté lombard. Le 25 novembre, Robinho permet au Milan AC de créer l'exploit en battant la Juventus première du classement, puisque c'est lui qui marque sur penalty et permet ainsi à son équipe de revenir à la septième place. Le 9 décembre, il marque un superbe but à la 40e minute en éliminant un joueur du Torino avant de pousser le ballon au fond des filets pour revenir à 1-1. Match finalement remporté par le Milan, 4-2.
À la fin de la saison, entre plusieurs blessures ainsi que conflits avec son entraîneur, Robinho ne jouera que 8 matchs titulaires sur ses 21 apparitions et ne marquera que 2 buts. Il finira par contre meilleur passeur du club avec 5 passes décisives. Sa saison est jugée très insuffisante. Il promet cependant de faire une bien meilleure saison 2013-2014 et demande même à prolonger son contrat. Durant l'été, tous les médias l'envoient à son club formateur, Santos. Finalement, après plusieurs semaines de négociations, les négociations échoueront. Santos accuse le joueur de demander un salaire trop élevé alors que Robinho affirme avoir fait des efforts financiers.
Le 18 juillet 2013, il met fin aux rumeurs concernant son avenir et prolonge son contrat jusqu'en 2016 avec l'AC Milan.
Robinho réalise un très bon début de saison et marque 2 buts en championnat ainsi que 4 passes décisifs pour 8 matchs. Il joue de plus en plus et Allegri dira même que Robinho est un des meilleurs joueurs de l'équipe et qu'il est en train de retrouver son niveau de sa première saison au Milan (sa meilleure saison sous le maillot lombard). Le 22 octobre 2013, il ouvre le score lors du match opposant le Milan au Barça sur une passe de son compatriote Kaka. Il réalise une excellente partie. Le match se finira sur le score de 1-1.

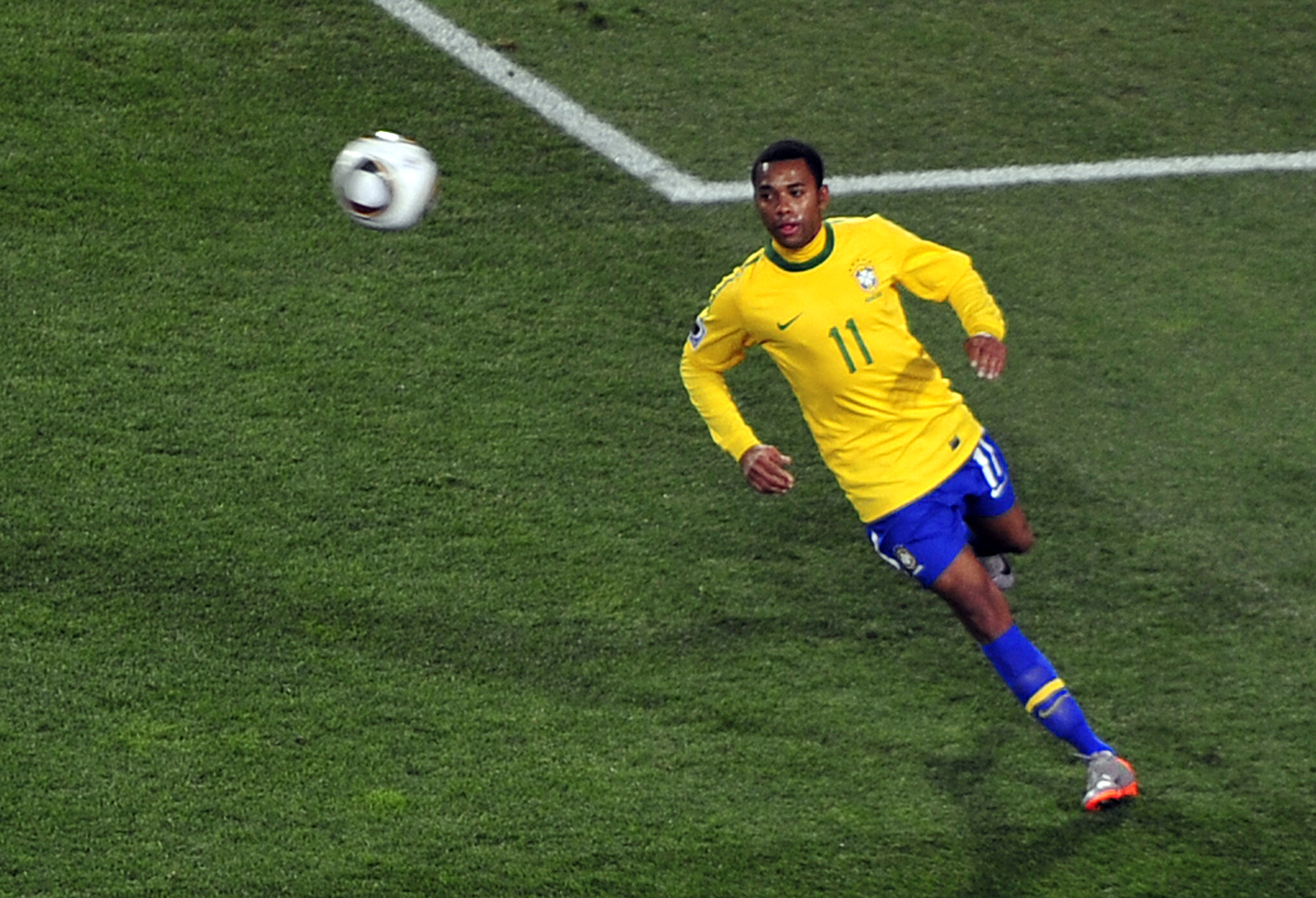
Robinho avec le Brésil lors de la Coupe du monde 2010 contre le Chili.

#### Retour au Brésil et pige en Chine (2014-2016)
Le 7 août 2014, il retourne en prêt pour la seconde fois dans son club formateur de Santos pour y acquérir du temps de jeu. Un nouveau come back après avoir déjà effectué une pige en 2010 lorsqu’il appartenait à Manchester City. L’attaquant brésilien de 30 ans s’est offert un joli but pour son retour, trompant le gardien d’une belle frappe pour offrir la victoire à son équipe face à Londrina (2-0).
Le 16 juillet 2015, l'attaquant rompt son contrat avec le Milan AC et s'engage avec le club chinois du Guangzhou Evergrande pour une durée de six mois. L’ancien joueur du Real rejoint ainsi le quadruple champion de Chine. Il est sacré champion de Chine. Un cinquième titre d’affilée pour le club chinois, qui décroche donc un nouveau titre en empochant les trois points lors de la dernière journée du Championnat face Beijing Guoan (0-2). Robinho marque trois buts avec le club chinois depuis son arrivée. Un nouveau trophée pour Luis Felipe Scolari, à la tête de la formation asiatique cette saison ainsi que son compatriote Paulinho.

#### Atlético Mineiro (2016-2018)
Le 11 février 2016, il signe à l'Atlético Mineiro.
Il est un grand artisan de la saison 2016 du Galo avec 9 buts en Championnat de Minas, 12 buts en Championnat du Brésil et un en Libertadores.
Le 1er janvier 2018, il est libéré par son club à la suite de sa condamnation en justice.

#### Signature en Turquie (2018-2020)
Le 23 janvier 2018, Robinho rejoint le club turc de Sivasspor. Alors qu’il n’avait plus trouvé le chemin des filets depuis le 14 avril 2018, lors d’un succès contre Fenerbahçe (2-1), le Brésilien s’est offert un doublé retentissant face à Bursaspor (2-0) le 30 septembre 2018. Le 7 octobre 2018, le Brésilien marque de nouveau et a offert un doublé face au Yeni Malatyaspor, qui n’a cependant pas permis à son équipe de l’emporter, puisque les deux formations se sont quittées sur un 4-4.
Le 5 janvier 2019, il s'engage avec Istanbul Başakşehir, alors leader de Süper Lig. Il est champion de Turquie en 2020. En fin de contrat avec Basaksehir, il a joué 25 matches toutes compétitions confondues cette saison, sans trouver une seule fois le chemin des filets.

#### Quatrième passage à Santos (2020)
Le 11 octobre 2020, Robinho revient pour la quatrième fois dans son club formateur, le Santos FC pour un salaire symbolique de 1 500 reais (230 euros).
Cependant, moins d'une semaine plus tard, le 16 octobre 2020, Globo Esporte diffuse des écoutes téléphoniques enregistrées par la justice italienne et permettant de confondre l'attaquant et ses complices sur une affaire de viol en réunion datant de janvier 2013. Le lendemain, le club de Santos suspend le contrat du joueur.
En janvier 2022, le Cour suprême de cassation le condamne en absence à neuf années à prison.

#### Sélection nationale (2003-2017)
Robinho est sélectionné pour la première fois en équipe du Brésil en 2003 pour disputer la Gold Cup.
Ensuite, il dispute de nombreuses compétitions durant sa carrière internationale comme  la Copa América 2007 qu'il remporte. Pour la Copa América 2007, plusieurs grands joueurs brésiliens tels que Ronaldinho, Kaká, Adriano, et Ronaldo sont absents. Le sélectionneur décide alors de titulariser Robinho en affirmant que c'est le joueur principal de cette équipe et que tous les espoirs reposent sur lui. Lors du premier match le Brésil s'incline 2-0 contre le Mexique malgré une bonne prestation de Robinho. Lors du second match de poule contre le Chili il inscrit un triplé, qui permet au Brésil de s'imposer largement 3-0. Il confirme ainsi tous les espoirs placés en lui. Ensuite, contre l'Équateur (1-0), il marque le seul but du match sur penalty ce qui qualifie directement le Brésil pour les quarts de finale. En quarts, il marque encore 2 buts, ce qui porte son total à 6 buts dans cette compétition et ce qui fait de lui le meilleur buteur. Il sera finalement sacré « meilleur joueur de la compétition ».
En 2005, il dispute sa première Coupe des confédérations qu'il remporte pour la première fois, avant de récidiver quatre ans plus tard lors de la Coupe des confédérations 2009 qu'il remporte à nouveau.
Robinho a disputé lors de sa carrière internationale deux Coupe du monde, il s'agit de l'édition 2006 qui a eu lieu en Allemagne lors de laquelle le Brésil perd au quart-de-finale contre la France par un but de Thierry Henry. Mais en 2010, Robinho revient pour participer à la Coupe du monde, mais cette fois en tant que titulaire, mais l'aventure des Auriverdes s'arrête au quart-de-finale, Robinho marquera 2 buts lors de cette compétition.
Absent de la sélection brésilienne depuis août 2011 et une réalisation face à l’Allemagne, Robinho a effectué son retour en Seleção pour les rencontres amicales face au Honduras (5-0) et au Chili (2-1) en 2013. Passeur décisif face au Honduras, l’ancien pensionnaire de Santos a marqué le but de la victoire face aux Chiliens. En inscrivant sa neuvième réalisation, il devient le Brésilien le plus efficace face au Chili, en détrônant le record de Pelé (huit réalisations). Robinho déclare : « J'ai toujours eu de la chance contre le Chili mais je ne connaissais pas ce record, ni ce chiffre. Pelé reste le roi, il est incomparable, mais je suis heureux ».
Comme Ronaldinho et Kaká, il n'est pas sélectionné par Luiz Felipe Scolari pour disputer la Coupe du monde 2014 qui a lieu au Brésil.
Au cours de la saison 2014-2015, Robinho revient en sélection en raison de sa très grande forme en club. Durant la Copa América 2015, il ouvre le score en quart de finale contre le Paraguay d'un centre de Daniel Alves. Mais le Brésil s'incline aux tirs au but (3-4). Robinho clôt la compétition avec un but et une passe décisive. Il fait son retour contre la Colombie en amical, le 25 janvier 2017 en hommage aux victimes du crash aérien ayant touché Chapecoense. Ce sera sa dernière sélection avec l'équipe du Brésil.

## Vie privée et affaires judiciaires
Soupçonné d'avoir violé une femme dans une boîte de Leeds le 14 janvier 2009, il est arrêté, puis relâché sous caution.
En 2014, il est mis en accusation dans une affaire de viol en réunion datant de janvier 2013, durant sa période milanaise. Avec cinq amis, il aurait violé une Albanaise de 22 ans. Ils auraient fait boire la jeune femme « au point de la rendre inconsciente et incapable de résister » et auraient eu avec elle « des rapports sexuels multiples et consécutifs ».
Pour cette affaire, le 23 novembre 2017, il est condamné à neuf ans de prison ferme pour viol collectif avant d'être relâché. Le joueur interjette appel.
En décembre 2020, sa condamnation à neuf ans de prison est confirmée  par la cour d'appel de Milan, décision définitivement entérinée par la Cour suprême de cassation, plus haute juridiction italienne, le 19 janvier 2022.
Revenu au Brésil pour sa carrière de footballeur en 2020, son pays interdisant l'extradition de ses ressortissants, il n'est donc pas renvoyé vers l'Italie pour purger sa peine,. Depuis février 2022, Robinho fait l'objet d'un mandat d'arrêt international. La justice italienne a par ailleurs demandé en février 2023, qu'il purge sa peine dans son pays. Le 20 mars 2024, un tribunal supérieur du Brésil a jugé que Robinho peut purger sa peine de 9 ans de prison au Brésil.

## Style de jeu
Robinho représente parfaitement le joueur type brésilien. Son style de jeu est technique et très spectaculaire.
Il possède beaucoup de qualités footballistiques : la rapidité, une bonne intelligence tactique et une maîtrise de balle impressionnante.
Son principal défaut est toutefois sa faible détente (il mesure 1,72 m, ce qui gêne son jeu de tête).

## Statistiques
| Saison                | Club                  | Championnat           | Championnat | Championnat | Championnat | Coupe nationale | Coupe nationale | Coupe nationale | Coupe de la Ligue | Coupe de la Ligue | Coupe de la Ligue | Supercoupe | Supercoupe | Supercoupe | Compétition(s) continentale(s) | Compétition(s) continentale(s) | Compétition(s) continentale(s) | Compétition(s) continentale(s) | Championnat régional | Championnat régional | Championnat régional | Coupe du monde des clubs | Coupe du monde des clubs | Coupe du monde des clubs | Total | Total | Total |
| Saison                | Club                  | Division              | M.          | B.          | P.d.        | M.              | B.              | P.d.            | M.                | B.                | P.d.              | M.         | B.         | P.d.       | Comp.                          | M.                             | B.                             | P.d.                           | M.                   | B.                   | P.d.                 | M.                       | B.                       | P.d.                     | M.    | B.    | P.d.  |
| 2002                  | Santos FC             | Série A               | 30          | 10          | 6           | -               | -               | -               | -                 | -                 | -                 | -          | -          | -          | -                              | -                              | -                              | -                              | 3                    | 0                    | -                    | -                        | -                        | -                        | 33    | 10    | 6     |
| 2003                  | Santos FC             | Série A               | 32          | 9           | 4           | -               | -               | -               | -                 | -                 | -                 | -          | -          | -          | CL+CS                          | 14+6                           | 4+2                            | 4                              | 6                    | 0                    | 1                    | -                        | -                        | -                        | 58    | 15    | 9     |
| 2004                  | Santos FC             | Série A               | 37          | 21          | 7           | -               | -               | -               | -                 | -                 | -                 | -          | -          | -          | CL+CS                          | 8+2                            | 4+0                            | 3                              | 10                   | 7                    | 3                    | -                        | -                        | -                        | 57    | 32    | 13    |
| 2005                  | Santos FC             | Série A               | 11          | 7           | 2           | -               | -               | -               | -                 | -                 | -                 | -          | -          | -          | CL                             | 9                              | 6                              | 4                              | 14                   | 11                   | 5                    | -                        | -                        | -                        | 34    | 24    | 11    |
| Sous-total            | Sous-total            | Sous-total            | 110         | 47          | 19          | -               | -               | -               | -                 | -                 | -                 | -          | -          | -          | -                              | 39                             | 16                             | 11                             | 33                   | 18                   | 9                    | -                        | -                        | -                        | 182   | 81    | 39    |
| 2005-2006             | Real Madrid           | Liga                  | 37          | 8           | 3           | 6               | 4               | 0               | -                 | -                 | -                 | -          | -          | -          | C1                             | 8                              | 0                              | 2                              | -                    | -                    | -                    | -                        | -                        | -                        | 51    | 12    | 5     |
| 2006-2007             | Real Madrid           | Liga                  | 32          | 6           | 4           | 4               | 1               | 0               | -                 | -                 | -                 | -          | -          | -          | C1                             | 7                              | 1                              | 0                              | -                    | -                    | -                    | -                        | -                        | -                        | 43    | 8     | 4     |
| 2007-2008             | Real Madrid           | Liga                  | 32          | 11          | 8           | 2               | 0               | 0               | -                 | -                 | -                 | 2          | 0          | 0          | C1                             | 6                              | 4                              | 4                              | -                    | -                    | -                    | -                        | -                        | -                        | 42    | 15    | 12    |
| 2008                  | Real Madrid           | Liga                  | -           | -           | -           | -               | -               | -               | -                 | -                 | -                 | 1          | 0          | 0          | -                              | -                              | -                              | -                              | -                    | -                    | -                    | -                        | -                        | -                        | 1     | 0     | 0     |
| Sous-total            | Sous-total            | Sous-total            | 101         | 25          | 15          | 12              | 5               | 0               | -                 | -                 | -                 | 3          | 0          | 0          | -                              | 21                             | 5                              | 6                              | -                    | -                    | -                    | -                        | -                        | -                        | 137   | 35    | 21    |
| 2008-2009             | Manchester City       | PL                    | 31          | 14          | 5           | -               | -               | -               | -                 | -                 | -                 | -          | -          | -          | C3                             | 10                             | 1                              | 4                              | -                    | -                    | -                    | -                        | -                        | -                        | 41    | 15    | 9     |
| 2009-2010             | Manchester City       | PL                    | 10          | 0           | 3           | 1               | 1               | 0               | 1                 | 0                 | 0                 | -          | -          | -          | -                              | -                              | -                              | -                              | -                    | -                    | -                    | -                        | -                        | -                        | 12    | 1     | 3     |
| 2010-2011             | Manchester City       | PL                    | 0           | 0           | 0           | -               | -               | -               | -                 | -                 | -                 | -          | -          | -          | -                              | -                              | -                              | -                              | -                    | -                    | -                    | -                        | -                        | -                        | 0     | 0     | 0     |
| Sous-total            | Sous-total            | Sous-total            | 41          | 14          | 8           | 1               | 1               | 0               | 1                 | 0                 | 0                 | -          | -          | -          | -                              | 10                             | 1                              | 4                              | -                    | -                    | -                    | -                        | -                        | -                        | 53    | 16    | 12    |
| 2010                  | Santos FC (prêt)      | Série A               | 2           | 0           | 0           | 9               | 6               | 0               | -                 | -                 | -                 | -          | -          | -          | -                              | -                              | -                              | -                              | 12                   | 5                    | 6                    | -                        | -                        | -                        | 23    | 11    | 6     |
| Sous-total            | Sous-total            | Sous-total            | 2           | 0           | 0           | 9               | 6               | 0               | -                 | -                 | -                 | -          | -          | -          | -                              | -                              | -                              | -                              | 12                   | 5                    | 6                    | -                        | -                        | -                        | 23    | 11    | 6     |
| 2010-2011             | Milan AC              | Serie A               | 34          | 14          | 3           | 4               | 1               | 2               | -                 | -                 | -                 | -          | -          | -          | C1                             | 7                              | 0                              | 1                              | -                    | -                    | -                    | -                        | -                        | -                        | 45    | 15    | 6     |
| 2011-2012             | Milan AC              | Serie A               | 28          | 6           | 9           | 3               | 1               | 1               | -                 | -                 | -                 | 1          | 0          | 0          | C1                             | 8                              | 3                              | 2                              | -                    | -                    | -                    | -                        | -                        | -                        | 40    | 10    | 12    |
| 2012-2013             | Milan AC              | Serie A               | 23          | 2           | 5           | 1               | 0               | 0               | -                 | -                 | -                 | -          | -          | -          | C1                             | 3                              | 0                              | 0                              | -                    | -                    | -                    | -                        | -                        | -                        | 27    | 2     | 5     |
| 2013-2014             | Milan AC              | Serie A               | 23          | 3           | 5           | 2               | 1               | 0               | -                 | -                 | -                 | -          | -          | -          | C1                             | 7                              | 1                              | 0                              | -                    | -                    | -                    | -                        | -                        | -                        | 32    | 5     | 5     |
| Sous-total            | Sous-total            | Sous-total            | 108         | 25          | 22          | 10              | 3               | 3               | -                 | -                 | -                 | 1          | 0          | 0          | -                              | 25                             | 4                              | 3                              | -                    | -                    | -                    | -                        | -                        | -                        | 144   | 32    | 28    |
| 2014                  | Santos FC (prêt)      | Série A               | 16          | 4           | 0           | 5               | 5               | 0               | -                 | -                 | -                 | -          | -          | -          | -                              | -                              | -                              | -                              | -                    | -                    | -                    | -                        | -                        | -                        | 21    | 9     | 0     |
| 2015                  | Santos FC (prêt)      | Série A               | 4           | 2           | 1           | 3               | 1               | 0               | -                 | -                 | -                 | -          | -          | -          | -                              | -                              | -                              | -                              | 13                   | 5                    | 4                    | -                        | -                        | -                        | 20    | 8     | 5     |
| Sous-total            | Sous-total            | Sous-total            | 20          | 6           | 1           | 8               | 6               | 0               | -                 | -                 | -                 | -          | -          | -          | -                              | -                              | -                              | -                              | 13                   | 5                    | 4                    | -                        | -                        | -                        | 41    | 17    | 5     |
| 2015                  | Guangzhou Evergrande  | CSL                   | 9           | 3           | 1           | -               | -               | -               | -                 | -                 | -                 | -          | -          | -          | -                              | -                              | -                              | -                              | -                    | -                    | -                    | 1                        | 0                        | 0                        | 10    | 3     | 1     |
| Sous-total            | Sous-total            | Sous-total            | 9           | 3           | 1           | -               | -               | -               | -                 | -                 | -                 | -          | -          | -          | -                              | -                              | -                              | -                              | -                    | -                    | -                    | 1                        | 0                        | 0                        | 10    | 3     | 1     |
| 2016                  | Atlético Mineiro      | Série A               | 30          | 12          | 8           | 8               | 3               | 1               | -                 | -                 | -                 | -          | -          | -          | CL                             | 7                              | 1                              | 0                              | 10                   | 9                    | 1                    | -                        | -                        | -                        | 55    | 25    | 10    |
| 2017                  | Atlético Mineiro      | Série A               | 30          | 7           | 5           | 4               | 1               | 1               | -                 | -                 | -                 | -          | -          | -          | CL                             | 7                              | 2                              | 1                              | 13                   | 3                    | 3                    | -                        | -                        | -                        | 54    | 13    | 10    |
| Sous-total            | Sous-total            | Sous-total            | 60          | 19          | 13          | 12              | 4               | 2               | -                 | -                 | -                 | -          | -          | -          | -                              | 14                             | 3                              | 1                              | 23                   | 12                   | 4                    | -                        | -                        | -                        | 109   | 38    | 20    |
| 2017-2018             | Sivasspor             | D1                    | 14          | 4           | 3           | -               | -               | -               | -                 | -                 | -                 | -          | -          | -          | -                              | -                              | -                              | -                              | -                    | -                    | -                    | -                        | -                        | -                        | 14    | 4     | 3     |
| 2018-2019             | Sivasspor             | D1                    | 16          | 8           | 2           | -               | -               | -               | -                 | -                 | -                 | -          | -          | -          | -                              | -                              | -                              | -                              | -                    | -                    | -                    | -                        | -                        | -                        | 16    | 8     | 2     |
| Sous-total            | Sous-total            | Sous-total            | 30          | 12          | 5           | -               | -               | -               | -                 | -                 | -                 | -          | -          | -          | -                              | -                              | -                              | -                              | -                    | -                    | -                    | -                        | -                        | -                        | 30    | 12    | 5     |
| 2018-2019             | Başakşehir FK         | D1                    | 17          | 4           | 3           | 1               | 0               | 0               | -                 | -                 | -                 | -          | -          | -          | -                              | -                              | -                              | -                              | -                    | -                    | -                    | -                        | -                        | -                        | 18    | 4     | 3     |
| 2019-2020             | Başakşehir FK         | D1                    | 15          | 0           | 0           | 4               | 0               | 0               | -                 | -                 | -                 | -          | -          | -          | C1+C3                          | 2+4                            | 0                              | 0                              | -                    | -                    | -                    | -                        | -                        | -                        | 25    | 0     | 0     |
| Sous-total            | Sous-total            | Sous-total            | 32          | 4           | 3           | 5               | 0               | 0               | -                 | -                 | -                 | -          | -          | -          | -                              | 6                              | 0                              | 0                              | -                    | -                    | -                    | -                        | -                        | -                        | 43    | 4     | 3     |
| Total sur la carrière | Total sur la carrière | Total sur la carrière | 513         | 155         | 87          | 57              | 25              | 5               | 1                 | 0                 | 0                 | 4          | 0          | 0          | -                              | 115                            | 29                             | 25                             | 81                   | 40                   | 23                   | 1                        | 0                        | 0                        | 772   | 249   | 140   |

### En sélection nationale
| Saison                | Sélection             | Phases finales                | Phases finales | Phases finales | Phases finales | Éliminatoires CDM | Éliminatoires CDM | Éliminatoires CDM | Matchs amicaux | Matchs amicaux | Matchs amicaux | Gold Cup 2003 | Gold Cup 2003 | Gold Cup 2003 | Total | Total | Total |
| Saison                | Sélection             | Compétition                   | M              | B              | Pd             | M                 | B                 | Pd                | M              | B              | Pd             | M             | B             | Pd            | M     | B     | Pd    |
| --------------------- | --------------------- | ----------------------------- | -------------- | -------------- | -------------- | ----------------- | ----------------- | ----------------- | -------------- | -------------- | -------------- | ------------- | ------------- | ------------- | ----- | ----- | ----- |
| 2002-2003             | Brésil                | -                             | -              | -              | -              | -                 | -                 | -                 | -              | -              | -              | 5             | 0             | 1             | 5     | 0     | 1     |
| 2004-2005             | Brésil                | Coupe des confédérations 2005 | 5              | 2              | 3              | 5                 | 1                 | 0                 | 2              | 1              | 0              | -             | -             | -             | 12    | 4     | 3     |
| 2005-2006             | Brésil                | Coupe du monde 2006           | 4              | 0              | 0              | 3                 | 1                 | 2                 | 3              | 0              | 1              | -             | -             | -             | 10    | 1     | 3     |
| 2006-2007             | Brésil                | Copa América 2007             | 6              | 6              | 0              | -                 | -                 | -                 | 9              | 0              | 1              | -             | -             | -             | 15    | 6     | 1     |
| 2007-2008             | Brésil                | -                             | -              | -              | -              | 6                 | 0                 | 2                 | 7              | 2              | 1              | -             | -             | -             | 13    | 2     | 3     |
| 2008-2009             | Brésil                | Coupe des confédérations 2009 | 5              | 1              | 0              | 8                 | 4                 | 1                 | 2              | 1              | 2              | -             | -             | -             | 15    | 6     | 3     |
| 2009-2010             | Brésil                | Coupe du monde 2010           | 4              | 2              | 1              | 1                 | 0                 | 0                 | 4              | 4              | 0              | -             | -             | -             | 9     | 6     | 1     |
| 2010-2011             | Brésil                | Copa América 2011             | 3              | 0              | 0              | -                 | -                 | -                 | 7              | 0              | 1              | -             | -             | -             | 10    | 0     | 1     |
| 2011-2012             | Brésil                | -                             | -              | -              | -              | -                 | -                 | -                 | 1              | 1              | 0              | -             | -             | -             | 1     | 1     | 0     |
| 2013-2014             | Brésil                | -                             | -              | -              | -              | -                 | -                 | -                 | 2              | 1              | 1              | -             | -             | -             | 2     | 1     | 1     |
| 2014-2015             | Brésil                | Copa América 2015             | 2              | 1              | 1              | -                 | -                 | -                 | 5              | 0              | 0              | -             | -             | -             | 7     | 1     | 1     |
| 2016-2017             | Brésil                | -                             | -              | -              | -              | -                 | -                 | -                 | 1              | 0              | 0              | -             | -             | -             | 1     | 0     | 0     |
| Total sur la carrière | Total sur la carrière | Total sur la carrière         | 29             | 12             | 5              | 23                | 6                 | 5                 | 43             | 10             | 7              | 5             | 0             | 1             | 100   | 28    | 18    |

## Palmarès

### En club
Santos FC
- Finaliste de la Copa Libertadores en 2003
- Champion du Brésil (2): 2002 et 2004
- Coupe du Brésil (1): 2010
- Copa Paulista (1): 2004

 Real Madrid
- Champion d'Espagne (2): 2007 et 2008
- Supercoupe d'Espagne (1): 2008

 AC Milan
- Champion d'Italie (1): 2011
- Supercoupe d'Italie (1): 2011

 Guangzhou Evergrande
- Champion de Chine (1): 2015

 Atlético Mineiro
- Championnat du Minas Gerais (1): 2017

 Istanbul Basaksehir
- Champion de Turquie (1) : 2020

### En sélection
Brésil
- Coupe des confédérations (2) : 2005 et 2009
- Copa América (1) : 2007
- Finaliste de la Gold Cup en 2003

## Distinctions personnelles
- Meilleur joueur de la Copa América 2007
- Meilleur buteur de la Copa América 2007 (6 buts en 6 matches)
- Jeune joueur de l'année aux World Soccer Awards en 2005[35]
- Ballon d'or brésilien en 2004